# Вознесіння Ісаї
«Вознесіння Ісаї» — це псевдоепіграфічний юдео-християнський текст. Наукові оцінки щодо дати написання апокрифу коливаються від 70 до 175 року нашої ери. Багато вчених вважають, що це компіляція кількох текстів, написаних невідомим християнським книжником, який стверджував, що є пророком Ісаєю, в той час як останніми роками все більше вчених стверджують, що твір написаний одним автором, який, можливо, використав кілька джерел.
Багато вчених бачили деяку схожість з гностицизмом і «Вознесінням Ісаї».

## Датування тексту
Вважається, що текст складається з трьох різних розділів, написаних у різний час різними авторами.

Найдавніший розділ, що стосується розділів 3:13–4:22, був складений приблизно в кінці I століття нашої ери або, можливо, на початку II століття. Вважається, що це текст єврейського походження, який пізніше був відредагований християнськими книжниками. Дату «Видіння Ісаї» (розділи 6–11) визначити складніше, але вважається, що вона написана не пізніше III століття, оскільки Єронім Стридонський (близько 347—420 рр. н. е.) цитує фрагмент твору в деяких із власних праць, але з внутрішніх свідчень здається, що текст був опублікований в кінці II століття. Уся робота була пізніше зібрана, як пише М. А. Кнібб:
Невідомо, коли саме були об'єднані три розділи Вознесіння. Грецький фрагмент (V—VI ст.), палімпсест, що дає текст фрагментів першого латинського перекладу (так само з V—VI ст.), та ефіопський переклад (який був зроблений у IV—VI ст.) — всі передбачають існування повного твору. Але характер помилок у грецькому фрагменті та латинському палімпсесті свідчить про те, що повна робота вже існувала деякий час, коли ці рукописи були скопійовані. Таким чином, здається вірогідним, що три розділи Вознесіння були зібрані разом у III або IV столітті нашої ери, і це підтверджується тим фактом, що Ієронім, здається, знав повну книгу. Можливо, у цьому процесі було два етапи, перший — поєднання 3:13-4:22 із «Мученицькою смертю», а другий — поєднання розширеного «Мучеництва» з «Видінням».
Таким чином, Кнібб датує написання тексту між 150 і 200 роками нашої ери, але зібраний воєдино пізніше. Більшість вчених погоджуються, що датування основної частини документа від початку до середини II століття є вірогідним.

## Зміст

### Структура
Книга складається з трьох основних розділів:
- Перша частина книги (розділи 1–5), яку зазвичай називають «Мученицькою смертю Ісаї», розповідає та розширює події 21 розділу Другої книги Царів. Ісая попереджає вмираючого Єзекію, що його спадкоємець Манасія не піде шляхом батька та не буде жити праведно. Коли Манасія сідає на престол й застереження Ісаї виявляється правдою, Ісая та група інших пророків прямують у пустелю, а демон на ім'я Веліар надихає лжепророка на ім'я Белкіра звинуватити Ісаю у зраді. Отже, цар засуджує Ісаю на смерть, і хоча Ісая ховається на дереві, його знаходять, а Белкіра очолює страту.
  - У середині цього (3:13–4:22) є християнський апокаліпсис під назвою «Заповіт Єзекії», який описує бачення приходу Ісуса, подальшого зіпсування християнської церкви, правління Веліара та другого пришестя. Все це сформульовано таким чином, що це, безсумнівно, код переслідування Церкви з боку Нерона і віра в те, що Нерон був антихристом.
- Друга частина книги (розділи 6–11) називається «Видінням Ісаї» і описує подорож Ісаї за допомогою ангелів до подій першої частини книги через сім небес. Він написаний з християнської точки зору, зосереджений на Ісусі (у тексті названий «Улюбленим»), який спускається через кожне з небес, перевтілюючись в ангела, на землю. Також описане його земне народження, смерть, воскресіння та вознесіння назад на небо.

Повні рукописи «Вознесіння Ісаї», що збереглися, включають коротку розповідь про народження Ісуса, його життя та розп'яття (11:2–22). За словами Джонатана Найта, ці розширені традиції зустрічаються в ефіопському перекладі, тоді як слов'янський і один з двох латинських перекладів замінюють їх коротким викладом традицій земного вигляду. Крім того, він стверджує, що серед науковців поширена думка про те, що вірші 11:2-22 були у творі в момент написання й не є пізнішою вставкою чи підробкою.
Елементи «Вознесіння Ісаї» є паралельними в інших єврейських і християнських творах. Метод смерті Ісаї (розрізаного навпіл Манасією) збігається як у Вавилонському, так і у Єрусалимському Талмуді, і, ймовірно, на нього посилається автор «Послання до Євреїв» (11:37). Демон Веліар з'являється в багатьох апокрифічних творах, включаючи «Книгу Ювілеїв», «Книгу Еноха», «Заповіти дванадцяти патріархів»« і »Сивілінські оракули". Нарешті, подорож Ісаї сімома небесами схожа на подорож Еноха в «Другій книзі Еноха».
Перший розділ тексту також містить ворожість до самаритян, єврейської секти, яка стверджує, що є євреями, залишеними під час вавилонського полону, від яких інші євреї відмовилися.

### Прототринітаризм
Деякі вчені відзначають, що «Вознесіння» відображає прототринітарну перспективу, наприклад, коли жителі шостого неба співають хвалу «Першому Отцю і Його Улюбленому Христу, і Святому Духу». Ларрі Уртадо пише:
Однак найбільш розширена розповідь про небесне поклоніння міститься в розділі 9:27–42, де представлено подібний тріатичний погляд. Досягнувши сьомого неба, яке омивається незрівнянним світлом, Ісая бачить незліченну кількість ангелів і «всіх праведних від часів Адама і далі» (9:6–9). Потім, після того, як його ангел-провідник пояснює, як зішестя Улюбленого дозволить праведним отримати свої ризи, корони та престоли (9:10–26), Ісая бачить, як поклоняються постаті, «слава якої перевершила всі інші» Адам, Авель та всі інші праведники та ангели (9:27–28). Важливо, що в цей момент ангел-провідник направляє Ісаю «поклоніться цьому», якого ангел визначає як «Господа всієї хвали, яку ви бачили» (9:31–32), Улюбленого; Ісая приєднується до поклоніння і оспівування цієї фігури. Потім наближається інша славетна постать, згодом ідентифікована як «ангел Святого Духа, який говорив у вас, а також в інших праведних» (9:36), і Ісаї також сказано приєднатися до ангелів у поклонінні цьому (9:35–36). Нарешті, у ретельно підготовленій кульмінації цієї сцени Ісая бачить «Велику Славу» (але своїм духом, бо здається, що його очі засліплені світлом цієї слави, 9:37), і він розповідає, як «мій Господь» і «ангел Духа» обидва поклонялися цій третій фігурі разом з «всіми праведними» та ангелами (9:40–42).

### Теологічна полеміка
«Вознесіння Ісаї» свідчить про ранньохристиянську віру в субординаціонізм, подібну до віри Оригена та, пізніше, Новаціана. У тексті описується поклоніння «Великій Славі», «Улюбленому» і «Ангелу Святого Духа», що передбачає ієрархію в чинах Трійці. Крім того, передбачається, що ангели, які супроводжують Ісаю під час його вознесіння, є не хто інший, як Ісус («Улюблений») і Ангел Святого Духа. У тексті, що позначає Ісуса і Святого Духа як ангельських істот, встановлено христологію та пневматологію, які відрізняють «господь» (ймовірно, вживається у значенні «володар», «хазяїн», тобто, таким зверненням відображається повага до ангела) від «мого Господа» (тут йдеться про звернення саме до Ісуса) і Святого Духа. Це було б підставою позначити історію як єретичну в західній православній традиції разом із подібними богословськими віруваннями, такими як аріанство. Тим не менш, ранні юдеї-християни, найімовірніше в палестинському регіоні, вважали б цю історію впливовою на розуміння теології, пневматології та христології, значною мірою завдяки тому, що вона посилається на пророків єврейських писань.

## Демони
Теологічні демони, згадані в тексті:
- Беліал є ангелом беззаконня (антиномізм), а також ідентифікується як Самаель і Сатана[14].
- Самаель ідентифікований у видінні, яке пережив Ісая, коли він піднявся на небосхил і зазначає: «Там я бачив Самаеля (sic) та його війська, і була велика війна в ній… як вгорі, так і на землі [внизу] також, бо подоба того, що на небосхилі, є тут, на землі»[15]. Самаїла також часто називають Малкірою (євр. מלך רע melek ra — бук. «цар зла», «цар лукавих»; або מלאך רע malach ra — «посланець зла», «ангел беззаконня»), які всі є епітетами лжепророка, посланого Веліалом, щоб звинуватити Ісаю в зраді[16][17].

## Рукописна традиція
Текст існує в цілому в трьох рукописах мовою Ґеез, датованими приблизно XV—XVIII століттями, але фрагменти тексту збереглися також грецькою, коптською, латинською та старослов'янською мовами. Здається, що всі три складові тексту були написані грецькою мовою, і цілком можливо, що «Мученицька смерть Ісаї» походить від єврейського чи арамейського оригіналу. Порівняння різних перекладів свідчить про те, що мали існувати дві різні редакції грецького оригіналу; один, на якому були засновані ефіопська та одна з латинських версій, а інший, на якому були засновані слов'янська та інша латинська версії. Збереглися фрагменти обох грецьких версій. Поточна назва твору походить від назви, використаної в ефіопських рукописах («Ergata Īsāyèyās» — «Вознесіння Ісаї»). У давнину Епіфаній також використовував цю назву (грецькою: Τὸ Αναβατικὸν Ἡσαΐου), як і Єронім (латиною: Ascensio Isaiæ).